# Abdallah Azzam
Pour les articles homonymes, voir Azzam.
Abdallah Youssouf Moustafa Azzam (arabe : عبد الله يوسف مصطفى عزام, ‘Abdu’llāh Yūsuf Muṣṭafā ‘Azzām), né le 14 novembre 1941 dans le district de Jénine (Palestine) et mort dans un attentat à la bombe le vendredi 24 novembre 1989 à Peshawar (Pakistan), est un religieux palestinien, décrit comme l'« imam du jihad » au sein du mouvement jihadiste en raison du rôle capital qu'il a joué dans l'essor du « mouvement de jihad mondial » né de la guerre d'Afghanistan.

## Biographie
Né le 14 novembre 1941 à Silat al-Harithiyya, village situé à environ dix kilomètres au nord-ouest de Jénine, d'un père fermier,, Abdallah Azzam est issu d'une famille pieuse,. Dans les années 1950, il se rapproche des Frères musulmans du fait de l'enseignement d'un membre de la confrérie, Chafiq Assad abd al-Hadi. Après ses études secondaires, en 1957, il entre au réputé collège agricole Al-Khadouriyya (خضوري, Kadoorie Agricultural School, actuel PTUK), près de Toulkarem, où il se montre un bon élève. Il est nommé, en 1960, instituteur dans le village d'Adir, près d'al-Karak, en Jordanie, puis l'année suivante, en 1961, à Bourqine, en Cisjordanie.

### Séjour à Damas (1962-1966)
À l'automne 1962, il se rend en Syrie afin de suivre des études religieuses. Il s'inscrit à la faculté de droit musulman de l'université de Damas où, en 1966, il obtient une licence en charia avec un mémoire qui porte sur « la dissolution du mariage dans la jurisprudence islamique et le droit civil », sous la direction d'Abd al-Rahman al-Sabouni. Lors de son séjour dans la capitale syrienne, bastion frériste, du moins jusqu'au coup d'État baasiste de 1963, il rencontre de nombreux clercs syriens qui deviendront par la suite des figures religieuses ou des dirigeants islamistes, tels Mohammad Adib Shah, Saʽid Ḥawwa (1935-1989), Mohammad Said Ramadan al-Bouti et le père de celui-ci, Mollah Ramadan Chaykh al-Chafia, ainsi que Marwan Hadid.
À l'issue de ses études, il retourne en Cisjordanie pour enseigner dans les écoles ou encore prêcher dans les mosquées avant d'émigrer, peu après la guerre des Six Jours, en Jordanie ; il s'installe avec sa famille et son épouse, Samira Abdallah Awatila, une Palestinienne de Toulkarem épousée en juillet 1965, dans le camp d'al-Roussayfa à al-Zarqa, puis à Amman, où il enseigne à l'École secondaire de filles d'al-Taj.

### Le « jihad palestinien » (1967-1970)
De la fin de 1967 au début de l'année 1970 s'ouvre une période peu claire : selon ses dires, il participe « durant un an et demi au jihad palestinien » ; en mars ou avril 1969, il quitte son appartement du quartier d'al-Taj pour un taudis d'al-Zarqa. Il devient le chef de la base paramilitaire « Bayt al-Maqdis » dans le village d'al-Marw, près d'Irbid, base faisant partie du réseau de camps liés au Fatah — mais largement autonomes —, les « bases des cheikhs » (qawā‘id al-chuyūkh, قواعد الشيوخ). Il lance ainsi des opérations à travers la frontière, prétendument « en accord avec le mouvement islamique de Jordanie » mais à l'importance limitée. Dans le même temps, il s'inscrit à l'automne 1968 à l'université al-Azhar où il obtient une maîtrise en droit musulman avec mention très bien en 1969. Début 1970, il accepte un poste de professeur à l'université de Jordanie à Amman, décision motivée par la désillusion face au caractère laïque et nationaliste de la résistance palestinienne conduite par l'OLP et son désir de satisfaire ses ambitions intellectuelles.

### Doctorat à al-Azhar (1971-1973)
En 1971, il obtient une bourse de doctorat à al-Azhar et s'installe au Caire. Durant les deux années et demie qu'il passe dans la capitale égyptienne, il est plongé dans une ville marquée par l'ébullition islamiste qui a suivi l'exécution en 1966 de Sayyid Qutb et la répression des Frères musulmans par Nasser : il devient ainsi un des proches de la famille Qutb et rencontre très probablement Omar Abdel Rahman, le futur chef spirituel des islamistes militants en Égypte. Du fait de ces relations, il attire l'attention des services égyptiens qui n'arriveront cependant pas à prouver qu'il eût été l'auteur d'un télégramme anonyme envoyé de Palestine au gouvernement égyptien pour condamner la condamnation à mort de Sayyid Qutb.

### Retour à Amman (1973-1980)
Fin 1973, docteur en droit musulman de la prestigieuse université cairote, il quitte l'Égypte, non sans avoir tissé un solide réseau de relations dans le mouvement islamiste. Après une courte période au département de l'information du ministère jordanien des waqfs, il retourne dans la carrière universitaire et donne durant six années des cours de charia. Il exerce une influence conservatrice dans l'université, se montrant hostile à la mixité et incitant les étudiants à se laisser pousser la barbe. Son influence grandit : il donne des cours du soir dans les mosquées, reçoit des étudiants chez lui, prêche et enseigne à travers tout le pays ; des cassettes de ses conférences commencent à circuler et il est surnommé le « Sayyid Qutb jordanien ». Il gravit rapidement les échelons de l'organisation frériste jordanienne jusqu'à devenir à partir de 1975 l'un des sept membres du comité exécutif du majlis al-chūrā (ﻣﺠﻠﺲ ﺍﻠﺸﻮﺮى), approximativement le « bureau politique ».
Ainsi, vers la fin des années 1970, Abdallah Azzam est devenu une figure islamiste influente en Jordanie. Si les autorités s'accommodent relativement bien de la présence des Frères musulmans, l'apparition d'une opposition islamiste dans les pays voisins (Égypte, Syrie) et des cours de plus en plus politiques et critiques envers le gouvernement vont conduire à des pressions sur Azzam afin qu'il atténue ses prêches et à des menaces d'emprisonnement. Si la popularité d'Azzam rend improbable cette éventualité, un conflit avec le quotidien Al-Ra'y provoque finalement son renvoi début 1980 : outré par une caricature ridiculisant les religieux en les présentant comme des « espions américains » armés de M16, il exige des excuses ; devant le refus du directeur de la fondation Al-Ra'y, il l'insulte et le menace. Le fait ayant été rapporté aux autorités, celles-ci le renvoient de son poste. Cet épisode ne fut que le prétexte à une décision que le régime hachémite voulait prendre depuis longtemps afin de réduire au silence un opposant de plus en plus véhément.

### L'épisode saoudien (1980)
Azzam, conscient que sa liberté de manœuvre serait considérablement réduite par les services jordaniens, envisage un temps de rejoindre la lutte palestinienne mais y renonce et quitte le pays pour l'Arabie saoudite, terre d'accueil de nombre d'intellectuels islamistes. Il devient ainsi professeur à l'université du roi Abdulaziz de Djeddah au milieu de l'année 1980, sans doute grâce à ses relations au sein des Frères musulmans. Il est en effet probable que Mohammad Qutb, frère de Sayyid Qutb, dont Azzam avait fréquenté la famille au Caire, qui enseignait alors à l'université du Roi-Saoud, ait facilité sa venue dans un royaume saoudien qui avait accueilli dans les années 1960 et les années 1970 nombre de Frères musulmans égyptiens et syriens fuyant les persécutions et qui y trouvèrent du travail, notamment dans l'enseignement supérieur nouvellement institué, et manquant de ressources intellectuelles.
Cette même année 1980, Azzam croise la route d'un jeune étudiant en gestion plus pieux que les autres membres de sa famille et qui commençait à s'intéresser à la politique : Oussama ben Laden. Si Abdallah Anas, beau-frère d'Azzam, affirme que celui-ci et sa famille vivaient dans un appartement loué par Ben Laden, rien ne peut confirmer que les deux hommes se rencontrèrent et aucun des deux n'a affirmé qu'ils s'étaient rencontrés à Djeddah.
De plus, Azzam ne reste pas longtemps à l'université de Djeddah : en octobre 1980, il fait le pèlerinage à La Mecque, où il rencontre le cheikh Kamal al-Sananiri, membre des Frères musulmans égyptiens présent en Afghanistan dès 1979 et médiateur entre les différentes factions de moujahidines engluées dans des querelles intestines. Al-Sananiri est ainsi à l'origine de l'accord qui servit de base à la création de l'Union islamique des moujahidines afghans (Ittiḥād-i Islāmī-i Mujāhidīn-i Afghānistān) dirigée par Abd (Rabb) al-Rassoul Sayyaf et signée durant le pèlerinage de 1980.
Cette rencontre le convainc de se rendre lui-même en Afghanistan ; après avoir interrogé le recteur de l'université sur la possibilité d'aller enseigner dans la nouvelle Université internationale islamique d'Islamabad, il s'y rend en 1981, probablement à la fin de l'année universitaire.

### Le jihad afghan
Entré en contact avec les chefs militaires afghans après son arrivée au Pakistan, Azzam est le point de contact entre les moudjahidines et le mouvement islamiste du Proche-Orient. Plutôt que comme un combattant, il se considère comme un écrivain et un penseur, chargé de la propagation de la foi (da`wa, دَعْوة), plutôt que du combat (qitāl, قِتَال) ; cette attitude lui vaut d'être présenté par ses camarades islamistes comme « le cœur et le cerveau » du jihad en Afghanistan.
Peu de choses sont connues sur ses activités entre 1981 et 1983, sinon qu'il enseigne au sein de l'Université islamique d'Islamabad, voyage régulièrement en Afghanistan, se lie aux chefs moujahidines et œuvre au développement de la sympathie pour la cause afghane au sein du monde musulman.
1984 marque un tournant : à partir d'une fatwa publiée dans le périodique islamiste koweïtien Al-Mujtama (المجتمعات, La Société), il rédige La Défense des territoires musulmans, ouvrage préfacé par des universitaires dans lequel il considère que le jihad afghan doit être une obligation individuelle (farḍ al-'ayn, فرض العين) pour tous les musulmans du monde entier. Il quitte ensuite son poste à l'université d'Islamabad et se rend à Peshawar, où il fonde avec Oussama ben Laden le Bureau des services (Maktab al-Khadamāt, مكتب الخدمات).

### Assassinat
Le vendredi 24 novembre 1989, à 12 h 20, Abdallah Azzam est assassiné à Peshawar (Pakistan) dans le quartier appelé University Town. Son fils aîné, Mohammad, âgé de vingt ans, au volant de la voiture familiale, une Chevrolet Vega, tourna dans la rue Gulshan Iqbal. Azzam était assis à l'arrière et discutait avec son deuxième fils, Ibrahim, âgé de quinze ans. Une voiture avec des gardes du corps les suivait et une autre les précédait. Arrivés à la « mosquée arabe » où il devait prononcer le sermon du vendredi — la mosquée Sabʿ al-Layl —, les gardes du corps descendirent et prirent position tandis que le véhicule tournait pour rentrer dans le parking. Une bombe placée sous un pont, au carrefour de la ruelle, explosa. La voiture fut pulvérisée et ses passagers déchiquetés. Azzam, encore vivant, fut transporté à l'hôpital Hayat Shahid où il mourut peu après. Un cordon de 30 mètres était relié aux deux détonateurs de la bombe qui a fait exploser le véhicule. Azzam fut enterré au cimetière des Martyrs de Babi, près de Peshawar.
Les auteurs de ce qui est considéré comme « l'assassinat le plus mystérieux de l'histoire du jihadisme » ne sont pas connus officiellement, même si plusieurs théories circulent — pas moins de neuf selon Thomas Hegghammer : opposition entre Azzam et ben Laden concernant le devenir des combattants arabes ; assassinat commandité par Ayman al-Zawahiri du fait d'une rivalité entre Azzam et les jihadistes égyptiens ; rivalité entre les diverses factions afghanes et implication de Gulbuddin Hekmatyar ; responsabilité des services pakistanais, afghans, saoudiens ou jordaniens, de la CIA ou encore du Mossad.

## Œuvres
- La Défense des territoires musulmans[20]

- Les Signes de la miséricorde divine dans le djihad afghan[20]